# VfK Königsberg
Der VfK Königsberg war ein deutscher Sportverein aus dem ostpreußischen Königsberg.

## Eishockey
Die Eishockey-Abteilung gehörte zu den führenden Vereinen in Ostpreußen. 1939 verpasste der Verein knapp die Teilnahme an der Deutschen Eishockey-Meisterschaft, in der Vorrunde Gruppe Ost belegte Königsberg hinter dem Rastenburger SV 08 den zweiten Platz. 1941 qualifizierte sich der Verein dann für die diesjährige Eishockeymeisterschaft, belegte in der Vorrunde hinter der Wiener EG und dem SC Brandenburg jedoch nur den dritten Platz. 1942 bildete Königsberg mit dem Rastenburger SV 08 eine Kriegsspielgemeinschaft, welche sich ebenfalls für die Deutsche Eishockey-Meisterschaft qualifizieren konnte. In dieser erreichte der Verein erneut den dritten Platz in der Vorrunde, welcher nicht zum Weiterkommen ausreichte. Vom VfK Königsberg kamen die Jugendspieler Duehring, Witt 2, Hartung und Borbe die mit Ostpreußen 1939 deutscher Eishockey Jugendmeister wurden.

## Feldhockey
Auch die Feldhockey-Abteilung des Vereins konnte sich mehrmals für deutsche Meisterschaften qualifizieren. 1937 unterlag Königsberg dem VfB Jena mit 1:2 in der Vorrunde. Auch 1939 schied Königsberg bereits in der Vorrunde aus.

## Feldhandball
Die Feldhandball-Abteilung des VfK Königsberg gelang zur Spielzeit 1938/39 der Aufstieg in die erstklassige Handball-Gauliga Ostpreußen.

## Leichtathletik
Mehrere Leichtathleten des VfK Königsberg konnten in den 1920er und 1930er Medaillen bei den Deutschen Leichtathletik-Meisterschaften erreichen. 1926 erreichte Herbert Molles die Silbermedaille im Speerwurf, sowie die Bronzemedaille im beidarmigen Speerwurf. Im darauf folgenden Jahr sicherte sich Molles mit einer Weite von 56,15 m die Goldmedaille im Speerwurf und mit 98,01 m zudem die Goldmedaille im beidarmigen Speerwurf. Zudem gewann Irma Leskien die Bronzemedaille im Kugelstoßen der Frauen. 1928 gewann Molles erneut eine Medaille im Speerwurf und Helmut Rosenthal die Bronzemedaille im Hochsprung. Dieser konnte sich 1929 weiter steigern und erreichte diesmal die Silbermedaille, während Molles mit einer Weite von 62,85 m zum zweiten Mal Deutscher Meister im Speerwurf wurde. Nach der Bronze- und der Silbermedaille in den letzten beiden Jahren gewann Rosenthal 1930 schließlich die Goldmedaille im Hochsprung. 1939 gewann Otto Barkowski die Silbermedaille im Dreisprung.

## Schlagball
Die Schlagball-Abteilung erreichte 1927 das Finale der Deutschen Schlagball-Meisterschaft der Deutschen Sportbehörde für Leichtathletik (DSB). Das zwischen dem 10. September 1927 und 11. September 1927 in Frankfurt ausgetragene Finale verlor Königsberg jedoch gegen den Serienmeister SV Germania Gleiwitz mit 35:45. 1929 qualifizierte sich Königsberg erneut für die Deutsche Schlagball-Meisterschaft und gewann gegen Germania Gleiwitz und dem SV Eimsbüttel Hamburg die Meisterschaft.

## Erfolge
- Teilnahme an der Deutschen Eishockey-Meisterschaft: 1941, 1942 (als KSG)
- Teilnahme an der Deutschen Feldhockey-Meisterschaft: 1937, 1939
- Deutscher Schlagball-Meister: 1929

| Gold | Silber | Bronze | Gesamt |
| ---- | ------ | ------ | ------ |
| 4    | 3      | 4      | 11     |

## Bekannte Sportler
- Henri Kretzer
- Günter Schischefski